# Sucesos de Torre-Pacheco

Localización de Torre-Pacheco en la Región de Murcia.

Los sucesos de Torre-Pacheco fueron unos disturbios que se produjeron en la localidad murciana de Torre-Pacheco a mediados de julio de 2025 durante los cuales habitantes de origen marroquí (el 30% de la población) fueron agredidos y algunos de sus negocios asaltados, tras conocerse que un vecino de 68 años había sido golpeado brutalmente por un joven de ese origen (fue detenido e ingresó en prisión sin fianza por orden del juzgado de San Javier, cabeza del partido judicial al que pertenece Torre-Pacheco). Desde las redes sociales se alentó a la «cacería» de los inmigrantes, en la que participaron grupos «ultras» llegados desde diferentes puntos de España. Vox justificó las agresiones. Un fuerte despliegue de la Guardia Civil y de la Policía local impidió que los disturbios continuaran.
Se ha comparado lo ocurrido en Torre Pacheco con los sucesos de El Ejido de 25 años antes.

## Hechos
Hacia las 6 horas del miércoles 9 de julio de 2025 un vecino de 68 años de edad de la localidad murciana de Torre-Pacheco (de 40000 habitantes) fue agredido y tirado al suelo mientras paseaba a su perro . Según declaró al diario La Verdad no se explicaba por qué le había golpeado y el móvil del robo había quedado descartado pues no le había sustraído ni el reloj ni las llaves que llevaba encima. Dos horas después presentó una denuncia en la Guardia Civil y, tras pasar por su centro de salud, se desplazó al Hospital de Los Arcos de San Javier para que le miraran el ojo derecho, que era la parte del cuerpo que tenía más lastimada. La Guardia Civil inició una investigación aunque la descripción que dio del agresor fue muy «somera» —«porque la paliza duró apenas un minuto, el individuo huyó rápidamente y él permaneció en el suelo, "aturdido", algún tiempo más», según comentó La Verdad—. En las horas y días siguientes se difundió por las redes sociales que el agresor había sido un emigrante marroquí (el 30 % de la población de Torre Pacheco tiene ese origen), aunque la Guardia Civil en aquel momento no había proporcionado ningún dato sobre el presunto culpable ni había procedido a ninguna detención. También se extendió la idea de que lo que pretendía el agresor (que contó con dos cómplices) era que el video se hiciera viral en TikTok.
El viernes 11 de julio por la noche tuvo lugar una concentración de protesta por la agresión convocada por el Ayuntamiento a la que asistieron unas 500 personas. Al finalizar la misma se produjeron agresiones a inmigrantes que fueron difundidas por las redes sociales. En uno de los vídeos se podía ver cómo unos individuos destrozaban un coche conducido por una persona de origen marroquí. En otros se veía a personas persiguiendo y profiriendo amenazas a inmigrantes. Durante las horas siguientes, ya durante la madrugada del sábado, continuaron las agresiones. Desde las redes sociales se justificaron los hechos alegando que «los vecinos estaban cansados de la delincuencia», junto con comentarios como: «Luego quieren que seamos buenos. Esto no va a quedar así».
El sábado 12 de julio Vox organizó una concentración en Torre Pacheco con el lema «Defiéndete de la inseguridad». Durante la noche y la madrugada del sábado al domingo, a pesar del fuerte despliegue de la Guardia Civil y de la Policía Local, se reprodujeron las agresiones que acabaron con cinco heridos y una persona detenida por lanzar contra los agentes de la Guardia Civil objetos contundentes. Según relató el diario El País, «decenas de hombres corpulentos, vestidos de negro y algunos encapuchados palo en mano entraron al barrio [de San Antonio, donde se concentra la comunidad de origen marroquí que lleva tres décadas viviendo en el pueblo] a ejecutar lo que ellos mismos han llamado una “cacería” de inmigrantes magrebíes». La delegada del gobierno en Murcia Mariola Guevara aseguró que los agresores habían sido convocados desde las redes sociales mediante mensajes xenófobos y que estos estaban organizados por grupos antisistema venidos de fuera de Torre Pacheco. Diversos medios también denunciaron que desde las redes se estaban haciendo llamamientos a la «cacería» de inmigrantes.
Los llamamientos a la calma realizados a lo largo del domingo 13 de julio no surtieron efecto, tampoco se atendió la petición de las fuerzas del orden de que no se hiciera caso a los bulos y falsedades que se difundían por las redes sociales y que sólo se siguiera la información de fuentes oficiales, y los disturbios se reprodujeron en la madrugada del domingo al lunes 14. Según relató el diario El País a la mañana siguiente en el barrio de San Antonio aparecieron coches con los cristales rotos y vidrios de botellas por el suelo, resultado de la batalla campal que había tenido lugar durante la madrugada.
En la noche y la madrugada del domingo 13 al lunes 14 solo se produjo un incidente cuando antidisturbios de la Guardia Civil cargaron contra un grupo de unos cincuenta jóvenes de origen marroquí que les lanzaban botellas de cristal, sin que se produjeran heridos ni detenciones. La calma se restableció completamente después de que varios imanes de la mezquita les pidieran a los jóvenes que volvieran a sus casas.
El lunes 14 de julio un portavoz de la Guardia Civil explicó que se habían producido «una treintena de sanciones» entre los involucrados en los incidentes violentos y que había unas ochenta personas identificadas, muchas de ellas con antecedentes anteriores por hechos violentos y que «la mayoría de ellos no son de Torre Pacheco». Hasta ese momento nueve personas habían sido detenidas. Al día siguiente, martes 15 de julio, el coronel Jefe de la Guardia Civil en la Región de Murcia informaba que en la madrugada del lunes al martes se habían producido nuevas detenciones, lo que elevaba a 13 el número de detenidos y que se habían identificado a más de 120 personas, a muchas de las cuales se les incautaron instrumentos que podrían ser usados como armas en los altercados.
En la tarde-noche del martes 15 de julio se celebró una concentración en la plaza del Ayuntamiento convocada por grupos «ultras» a la que solo asistieron unas 150 personas. Según relató El País se vio por la localidad a Daniel Esteve, líder de Desokupa, una de las organizaciones convocantes, a Vito Quiles y a Bertrand Ndongo. Un fuerte dispositivo policial, integrado por más de un centenar de guardias civiles y policías locales, controlaba los accesos al barrio de San Antonio para impedir que se reprodujeran los incidentes violentos del fin de semana.
A la mañana siguiente el alcalde de Torre Pacheco Pedro Ángel Roca se felicitaba porque «la noche transcurrió con mucha tranquilidad. El operativo policial funcionó muy bien». «Espero que no haya ninguna manifestación más. Los pachequeros estamos deseando que esto pase porque tenemos que volver a nuestra normalidad, porque estos incidentes nada tienen que ver con nuestros vecinos», añadió el alcalde, que volvió a pedir «a los que piensan venir de fuera, que no vengan, el dispositivo policial va a seguir estando. No nos hace falta mantener esta tensión porque está perjudicando al pueblo».

### Investigación judicial
La Fiscalía abrió una investigación sobre los hechos como posibles delitos de odio. El lunes 14 de julio se conoció que la Ertzaintza había detenido en Renteria al presunto tercer implicado en la agresión al vecino de Torre Pacheco cuando se disponía a tomar un tren con destino a Irún desde donde presumiblemente pensaba pasar a Francia. Como los otros dos detenidos, se trataba de un emigrante marroquí, ninguno de los cuales residía en Torre Pacheco. Al día siguiente ingresó en prisión sin fianza como presunto autor de la agresión al vecino de Torre Pacheco, por orden del juzgado nº 4 de San Javier que instruye el sumario sobre los hechos.
También el lunes 14 de julio se produjo la detención en Mataró (provincia de Barcelona) por orden del juzgado de San Javier de uno de los presuntos líderes de la organización supremacista xenófoba Deport Them Now UE acusado de un delito de odio por haber hecho llamamientos a la «cacería» de emigrantes en Torre-Pacheco. También clausuró el canal de Telegram que utilizaba Deport Them Now UE para difundir sus mensajes racistas. Tres días después un juzgado de Mataró decretó su ingreso en prisión comunicada y sin fianza y pasó las diligencias al juzgado de San Javier.

## Reacciones
Sábado, 12 de julio
El líder de Vox Santiago Abascal difundió el sábado 12 de julio un video con el título «¡Urgen deportaciones masivas y dimisiones inmediatas!» en el que decía: «España padece una invasión migratoria brutal... PP y PSOE, aliados en Bruselas, llevan demasiado tiempo promoviendo una invasión de carácter criminal que nos ha robado las fronteras, nos ha robado la paz y nos ha robado la prosperidad. Ellos son los responsables de todas las violencias y por eso nosotros exigimos la recuperación de nuestras fronteras. Exigimos deportaciones inmediatas y exigimos dimisiones». Ese mismo día tenía lugar una concentración de Vox en Torre Pacheco, encabezada por su líder regional José Ángel Antelo, con el lema «Defiéndete de la inseguridad». Antelo aseguró que su partido «va a acabar con la inmigración ilegal» y apuntó que había que «deportar a esos políticos nefastos y traidores» que «han llenado las calles de lo peor». También afirmó que el Rey de Marruecos «está liberando a los delincuentes de sus cárceles y están llegando» a Murcia. Dos días después el PSOE de Murcia denunció a Antelo ante la Fiscalía por un posible delito de odio. «No fue a calmar los ánimos, sino a alimentar el odio con mentiras y bulos», declaró la portavoz socialista. Por su parte, Sumar e Izquierda Unida acusaron directamente a Vox de alentar los «ataques racistas» en Torre Pacheco debido a sus críticas a la «inmigración ilegal», vinculándola directamente con la delincuencia y la inseguridad ciudadana. El martes 15 de julio la Fiscalía anunciaba que iba a investigar a Antelo por un presunto delito de odio. Al conocer la noticia Antelo respondió: «Decir la verdad nunca será un delito de odio».
Desde el gobierno y los partidos de izquierda y nacionalistas se condenaron las «persecuciones racistas» alentadas por la «extrema derecha». El portavoz de Esquerra Republicana de Catalunya,Gabriel Rufián calificó directamente de «nazis» a los agresores y exigió detenciones. Por su parte el líder del PP Alberto Núñez Feijóo escribió en X: «Lo primero es garantizar la seguridad ciudadana y que todos respondan ante la ley, empezando por los agresores de un mayor indefenso».
Lunes, 14 de julio
El lunes 14 el presidente de la Región de Murcia Fernando López Miras pidió al Ministerio del Interior «todos los medios necesarios que ayuden a restablecer la normalidad para acabar con los episodios de violencia en un municipio pacífico y tranquilo», pero el líder regional de PSOE lo criticó porque no había condenado explícitamente las agresiones a inmigrantes, ni tampoco «las palabras racistas de Vox». Por su parte el presidente del gobierno Pedro Sánchez declaró mediante un mensaje en las redes sociales que «el racismo es incompatible con la democracia».
Martes, 15 de julio
La portavoz del Vox en el Congreso de los Diputados Pepa Millán justificó las agresiones a inmigrantes: «Todo tiene un límite y lo que no se puede pretender es que la gente que está sufriendo la delincuencia en su pueblo, los familiares de la gente que está siendo agredida, se queden de brazos cruzados en el sofá de su casa. Lo que no hay que dar lugar es a que la gente se tome la justicia por su mano, pero a eso lamentablemente es a lo que está conduciendo el Gobierno con su inacción». El diario El País comentó que la portavoz de Vox «había obviado que la mayoría de los episodios de violencia contra la comunidad marroquí han sido protagonizados por escuadristas de extrema derecha llegados a la población murciana desde distintos puntos de España».
En unas declaraciones a El País Miguel Ángel Aguilar, fiscal de delitos de odio, afirmó: «Salir a "cazar" inmigrantes es una vulneración grave de los derechos humanos». «Hemos tenido algún precedente, pero no había visto este llamamiento a hacer cacerías tan masivo en redes sociales, y que después se haya traducido en hechos concretos», añadió, y recordó que la policía está «investigando ya las páginas y perfiles que han hecho esas convocatorias».
Miércoles, 16 de julio
Durante un coloquio en el curso de verano de la universidad CEU-San Pablo, el líder del PP Alberto Núñez Feijóo en referencia a los sucesos de Torre Pacheco condenó los «discursos de odio», añadiendo a continuación que esos discursos no puedan tapar el «descontrol migratorio» del Gobierno. Dijo también que «la inmigración irregular que viene a incumplir las leyes o a vivir de políticas sociales, evidentemente no va a ser bienvenida en el país... Si no se insertan en la población española y no vienen a trabajar, no les podemos admitir». Añadió que la inmigración no da «carta blanca» para cometer delitos y abogó por «deportar inmediatamente» a los inmigrantes irregulares que delincan.
Viernes, 18 de julio
En la plaza del Ayuntamiento de Torre Pacheco se celebró una concentración convocada por medio centenar de entidades cívicas, sociales y culturales de la Región de Murcia en la que dos jóvenes de la localidad de origen marroquí leyeron el manifiesto firmado por todas ellas en el que denunciaban el «discurso de odio» y los llamamientos a las «cacerías» de migrantes consecuencia de su «criminalización gratuita». En el manifiesto se aludía al líder de Vox en Murcia José Ángel Antelo, para señalarle que «los únicos que siembran terror» son aquellos a los que su partido «alienta y representa». «Quienes están sembrando el terror en las calles de Torre Pacheco son una minoría violenta que no representa a nuestra región. No son más que una herramienta política al servicio de los partidos ultraderechistas que están poniendo en peligro nuestra democracia», se decía también en el manifiesto.
Sábado, 19 de julio
El escritor y académico Antonio Muñoz Molina terminó su artículo publicado en el diario El País con el título «Lenguas podridas» afirmando lo siguiente:

Hay palabras que conducen directamente al crimen. Llamar públicamente a la cacería de seres humanos no es un ejercicio extremo de libertad de expresión sino un delito abominable. Hay palabras que golpean como palos o piedras, como esos bates de béisbol a los que son tan aficionados los grandes machotes de la patria y el gimnasio. Dicen, a cara descubierta: “Estamos hasta los cojones de los putos moros”. Necesitamos toda la vehemencia de un idioma limpio y libre, racional y fraternal, para no capitular ante las palabras del odio, ante el fascismo regresado.

Viernes, 25 de julio
En la tradicional Ofrenda al Apóstol Santiago, el arzobispo de Santiago de Compostela, Francisco José Prieto, expresó su «más firme condena» a la «violencia racista» y a la «criminalización colectiva» de los emigrantes. Tachó de «inaceptable» utilizarlos «como arma política», «cuando ya acumulan el dolor por el desarraigo y el abuso de las mafias». «Han de ser acogidos desde la legalidad y la fraternidad», añadió.
Lunes, 28 de julio
El único concejal de Vox en el Ayuntamiento de la localidad murciana de Jumilla recurrió a los sucesos de Torre Pacheco como argumento de la moción que presentó para que no se permitiera el uso del polideportivo municipal por la minoría musulmana de la localidad (unos 1500 vecinos de un total de algo más de 27 000) para celebrar allí los dos rezos anuales colectivos del final del Ramadán y de la Fiesta del Cordero, como se venía haciendo desde hacía años sin que se hubiera registrado ningún incidente. «Les recuerdo que aquí los que han callado son todos ustedes. Ante la agresión a un anciano en Torre Pacheco. Todos ustedes», dijo dirigiéndose a los concejales del PSOE y de IU-Podemos, que se opusieron a la moción por ser una propuesta «claramente racista» que «alimenta la xenofobia y la islamofobia». El concejal de Vox también argumentó que los musulmanes «llevan años atacando nuestras raíces», «nuestras tradiciones», y defendió lo que llamó nuestra «soberanía cultural». A diferencia de lo sucedido en el Ayuntamiento de Murcia en el que los concejales del PP rechazaron una moción similar, los de Jumilla, donde el PP gobierna en minoría, la aprobaron tras introducir algunos cambios «para llegar a un entendimiento» (ya no se hablaba de ninguna confesión religiosa en particular), aunque manteniendo el título original («En defensa del uso y costumbres del pueblo español frente a las imposiciones y prácticas culturales ajenas, como la denominada Fiesta del Cordero») y la exposición de motivos. El concejal de Vox finalmente se abstuvo, pero al terminar la sesión declaró: «objetivo cumplido». El líder nacional de Vox Santiago Abascal escribió en X: «Queremos que nuestras calles sigan siendo y pareciendo calles de España y no de un país donde la mujer es un ser inferior y se cuelga a los homosexuales» (y volvió a referirse a «la invasión [migratoria] que promueven el PP y el PSOE»).
El acuerdo del Ayuntamiento de Jumilla fue muy criticado desde diversos sectores por considerar que atenta contra la libertad de culto. Así se manifestó la Conferencia Episcopal de la Iglesia Católica, lo que provocó una dura respuesta de Santiago Abascal. Por su parte el gobierno de Pedro Sánchez remitió un requerimiento al Ayuntamiento de Jumilla para que revocara el acuerdo por entender que vulneraba la libertad religiosa.